# Hank O'Keeffe
Henry Joseph O'Keeffe, detto Hank (Malverne, 12 dicembre 1923 – Savannah, 27 dicembre 2011), è stato un cestista statunitense, professionista nella NBL.

## Carriera
Giocò una stagione nella NBL, disputando 56 partite con 4,3 punti di media.